# Гштайг
Гштайг (нім. Gsteig bei Gstaad) — громада  в Швейцарії в кантоні Берн, адміністративний округ Оберзімменталь-Заанен.

## Географія
Громада розташована на відстані близько 65 км на південь від Берна.
Гштайг має площу 62,4 км², з яких на 1,4% дозволяється будівництво (житлове та будівництво доріг), 37,1% використовуються в сільськогосподарських цілях, 36,2% зайнято лісами, 25,3% не є продуктивними (річки, льодовики або гори).

## Демографія
2019 року в громаді мешкало 970 осіб (-1,3% порівняно з 2010 роком), іноземців було 17,9%. Густота населення становила 16 осіб/км².
За віковим діапазоном населення розподілялося таким чином: 17,3% — особи молодші 20 років, 63,6% — особи у віці 20—64 років, 19,1% — особи у віці 65 років та старші. Було 471 помешкань (у середньому 2,1 особи в помешканні).
Із загальної кількості 422 працюючих 98 було зайнятих в первинному секторі, 111 — в обробній промисловості, 213 — в галузі послуг.